# Auenbach (Isar, Landshut)
Der Auenbach ist ein künstlich angelegter und etwa 350 m langer Bach, der rechtsseitig vom Hammerbach abzweigt, einem von der Isar zur Kleinen Isar verlaufenden Verbindungsarm, und von links in die Isar mündet. Er befindet sich im Gebiet der kreisfreien Stadt Landshut in Bayern und wurde 2013 fertiggestellt.
Der Auenbach wird im Stadtteil West von der Isar abgeleitet und kurz darauf in diese eingeleitet. Das Gewässer verläuft im Auwald der Oberen Au.